# Saxifraga brunonis
Saxifraga brunonis är en stenbräckeväxtart som beskrevs av Nathaniel Wallich och Nicolas Charles Seringe. Saxifraga brunonis ingår i Bräckesläktet som ingår i familjen stenbräckeväxter. Inga underarter finns listade i Catalogue of Life.

## Bildgalleri

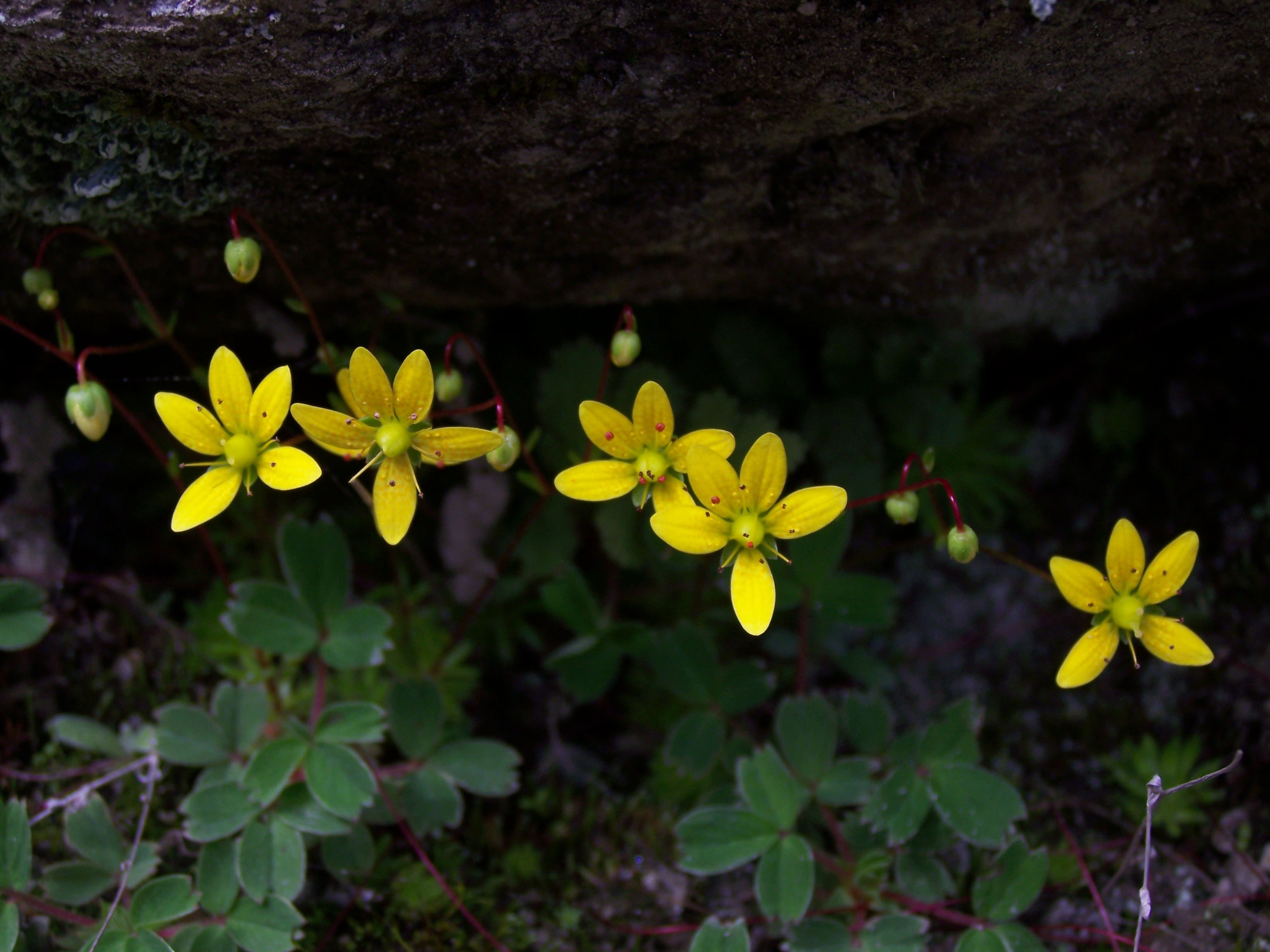